# Mario Bros.
Mario Bros. (マリオブラザーズ, Mario Burazāzu) é um jogo eletrônico de plataforma para arcades criado por Shigeru Miyamoto, desenvolvido pela Nintendo Research & Development 1 e publicado pela Nintendo em 1983. Foi colocado como um minijogo na série Super Mario Advance e em vários outros jogos da franquia. Mario Bros. foi relançado para o Wii, Nintendo 3DS, e Wii U no Virtual Console no Japão, América do Norte, Europa e Austrália.
No jogo, Mario é retratado como um encanador ítalo-americano que, juntamente com seu irmão Luigi, tentam derrotar criaturas que saem do esgoto. A jogabilidade incide sobre Mario e Luigi exterminando as criaturas. As versões originais de Mario Bros., a versão de arcade e a versão de Nintendo Entertainment System (FC/NES) foram bem recebidas pela crítica.[carece de fontes?]

## Enredo
Após ter falhado em manter Donkey Kong como prisioneiro graças ao protagonismo de Donkey Kong Jr. em Donkey Kong Jr, Mario começa a trabalhar junto com o seu irmão Luigi nas áreas de encanamento de esgoto no Brooklyn.

## Jogabilidade

Captura de tela de Mario Bros. de arcade mostrando Mario derrotando um Shellcreeper.

Mario Bros. apresenta dois irmãos encanadores, Mario e Luigi, tendo que investigar o aparecimento de estranhas criaturas nos encanamentos de Nova York, com o objetivo derrotar todos os inimigos de cada fase. A mecânica dos personagens envolve apenas correr e pular. Diferentemente de outros jogos da franquia, os jogadores não podem eliminar os inimigos pulando em cima deles. Cada fase consiste em um conjunto de plataformas com canos em cada canto da tela, e, além disso, há um objeto chamado "POW" no centro, que, quando ativado, afeta todos os inimigos.[carece de fontes?] As fases contêm somente uma tela fixa, ou seja, os inimigos e o jogador, caso passem pelo limite de um lado, reaparecem do outro.
O jogador ganha pontos por derrotar vários inimigos em sequência, e pode participar numa rodada-bônus para obter uma pontuação ainda maior. Inimigos são derrotados chutando-os depois que eles são golpeados por baixo e ficam de costas para o chão temporariamente. Se o jogador não eliminar o inimigo enquanto ele se encontra vulnerável, este volta a ficar ativo, mudando de cor e ganhando velocidade. Cada fase tem um certo número de inimigos, com um inimigo final que imediatamente muda de cor e aumenta de velocidade. Acertar um inimigo virado por baixo novamente o faz recuperar a atividade, mas não o faz ficar mais rápido, e nem mudar de cor.
Há quatro inimigos: o Shellcreeper, que simplesmente anda; o Sidestepper, que requer dois golpes para virar; o Fighter Fly, que se move pulando e só pode ser virado enquanto toca a plataforma; e o Slipice, que transforma a plataforma em gelo escorregadio. Quando acertado por baixo, o Slipice morre imediatamente ao invés de virar, mas esses inimigos não contam no número total que deve ser derrotado para terminar a fase. Todas as plataformas congeladas voltam ao normal no começo da próxima fase.[carece de fontes?]
O bloco "POW" vira todos os inimigos que estiverem tocando a plataforma ou o chão no momento em que o jogador ativa-o pressionando-o por baixo, da mesma maneira que se acertam blocos nos futuros jogos da franquia. Pode ser usado três vezes antes de desaparecer.[carece de fontes?]
Enquanto o jogo progride, surgem elementos que aumentam a dificuldade, como bolas de fogo que se chocam pela tela ou percorrem-na de um lado para o outro. Rodadas-bônus dão aos jogadores a chance de ganhar pontuação extra e vidas ao coletar moedas sem ter que lidar com os inimigos; o bloco "POW" se regenera a cada uma dessas telas.

## Desenvolvimento

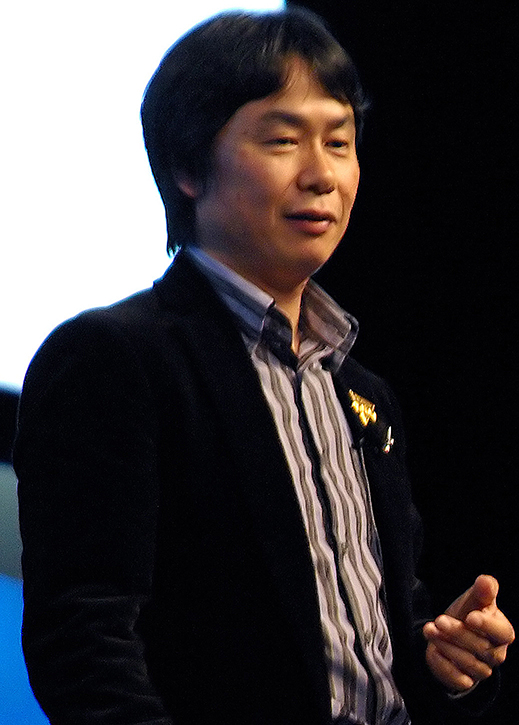
Shigeru Miyamoto em 2007

Mario Bros. foi criado por Shigeru Miyamoto e Gunpei Yokoi, dois dos desenvolvedores do jogo eletrônico Donkey Kong. No jogo, Mario morre se ele cai de uma grande altura. Yokoi sugeriu a Miyamoto que ele deveria ser capaz de cair de qualquer altura sem morrer. Inicialmente hesitante, Miyamoto acabou concordando com a ideia, achando que seria bom para Mario ter algumas habilidades sobre-humanas, pelo que projetou um protótipo que tinha Mario pulando e saltando ao redor da fase, ficando satisfeito com o resultado. O elemento de combater inimigos foi introduzido depois que Yokoi sugeriu-o, mas era demasiadamente fácil eliminar os inimigos da forma que Yokoi sugeriu, e os desenvolvedores corrigiram, exigindo que os jogadores tocassem nos inimigos para derrotá-los. Esta foi também a forma como eles introduziram a tartaruga como um inimigo que só poderia ser atingido a partir de baixo.
Por causa da aparência de Mario em Donkey Kong, com macacão, chapéu e um bigode grosso, Shigeru Miyamoto achou que ele deveria ser um encanador invés de um carpinteiro. Outro fator que contribuiu para a mudança foi o cenário do jogo: sendo uma grande rede de tubulações gigantes, os desenvolvedores sentiram que uma mudança de profissão seria necessária para Mario.
Uma história popular de como o nome Mario surgiu é a de que um proprietário ítalo-americano, Mario Segale, havia invadido a equipe da Nintendo nos Estados Unidos para exigir o aluguel, e eles decidiram colocar o nome de Mario para seu jogo, como uma homenagem. Miyamoto achou que o melhor cenário para este jogo era Nova York, por sua "rede subterrânea labiríntica de tubulações de esgotos". Neste jogo, foram usados de forma a permitir que os inimigos entrassem e saíssem deles, evitando assim que vários inimigos se amontoassem. O presidente da Nintendo, Satoru Iwata, chamou a coloração verde dos tubos de "uma cor incomum". Na época, havia uma paleta de cores limitada, e Miyamoto queria, mesmo assim, manter os objetos do jogo coloridos. A cor verde teve o melhor desempenho, pois funcionou bem quando dois tons foram combinados.
Mario Bros. também introduziu o irmão de Mario, Luigi, que foi criado para o modo multijogador. O modo de dois jogadores e vários aspectos da jogabilidade foram inspirados no jogo eletrônico Joust. Mario Bros. foi lançado para mais de uma dúzia de plataformas. O primeiro movimento do Nachtmusik Kleine de Mozart é usado no início do jogo. Esta canção tem sido usada em jogos eletrônicos da Nintendo, incluindo Dance Dance Revolution Mario Mix e Super Smash Bros. Brawl.

### Conversões
Apesar de suas inovações, Mario Bros. não foi um grande sucesso na América do Norte devido ao crache dos jogos eletrônicos de 1983. No entanto, recebeu uma série de portes feitos por fãs para Apple II, Atari 2600, Atari 5200, computadores da Atari de 8-bits, Atari 7800, Amstrad CPC e ZX Spectrum. No Commodore 64 havia duas versões: um porte da Atari que não foi lançado comercialmente e uma versão de 1986 feita pela Ocean Software. O jogo também foi relançado no serviço Virtual Console na América do Norte, Austrália, Europa e Japão para o Wii, Nintendo 3DS e Wii U. Também houve uma versão para o Super Mario Advance do Game Boy Advance, assim como em Mario & Luigi: Superstar Saga, e foi incluída como um minigame em Super Mario Bros. 3.

Captura de tela de Mario Clash (1995) do Virtual Boy.

Em 1984, a Hudson Soft criou dois jogos diferentes baseados em Mario Bros. O primeiro foi Mario Bros. Special (マリオブラザーズスペシャル, Mario Burazāzu Supesharu), uma versão de Mario Bros. reimaginada, com novos níveis, mecânica e elementos de jogabilidade. O segundo foi Punch Ball Mario Bros. (パンチボールマリオブラザーズ, Panchi Bōru Mario Burazāzu), que propunha um novo mecanismo de jogabilidade, como o de atirar bolas para nocautear os inimigos. Ambos os jogos estão disponíveis apenas no PC-8801, FM-7, e X1 Sharp. As críticas aos jogos foram mistas. Mario Clash, um jogo lançado em 1995 para o Virtual Boy, foi desenvolvido como um remake direto de Mario Bros., com o título temporário de Mario Bros. VB. Foi o primeiro jogo estereoscópico 3D da franquia Mario. O objetivo do jogo era derrotar todos os inimigos. Em vez de bater-lhes a partir de baixo, como em Mario Bros., o jogador deve derrotar os inimigos usando cascos dos Koopa's.
O jogo de Wii U, Super Mario 3D World contém Luigi Bros, uma versão de Mario Bros. sendo invés de Mario, Luigi. Este jogo é somente desbloqueado se o console Wii U contiver os dados salvos de New Super Luigi U ou se o jogador completar todos os mundos normais.
Em 27 de setembro de 2017 a versão original de arcade de Mario Bros. foi lançada para o Nintendo Switch como parte da série Arcade Archives.

## Recepção
Mario Bros. foi modestamente bem sucedido no Japão. As máquinas de fliperama de Mario Bros. desde então se tornaram raras. A versão de NES de Mario Bros. vendeu mais de 1.630.000 cópias, e a versão de Famicom Mini vendeu mais de 90.000 cópias. Apesar de ser lançado durante o crache norte-americano dos jogos eletrônicos de 1983, o jogo de arcade (bem como a indústria) não foi afetado. O autor Dave Ellis considera Mario Bros. um dos jogos clássicos mais memoráveis.
As análises sobre a versão de NES de Mario Bros. foram mistas, mas não receberam análises positivas dos gamers. No entanto, em uma versão do jogo para o Virtual Console, a GameSpot criticou a versão de NES chamando-a de "um porte porco da versão de arcade". A versão de Virtual Console em particular também foi fortemente criticada. A GameSpot também critica os portes de Mario Bros. em geral, dizendo que este é apenas um dos muitos portes que têm sido feitos por toda a história da Nintendo. A IGN elogiou a jogabilidade da versão de Virtual Console. A IGN também concordou com a questão do número de portes lançados pela Nintendo. Eles disseram que, uma vez que a maioria das pessoas tem Mario Bros. em um dos jogos da série Super Mario Advance, a versão de Virtual Console não vale o investimento. A versão para Nintendo e-Reader foi um pouco mais bem recebida pela IGN, que elogiou a jogabilidade, mas criticou-a por falta de um modo multijogador e por não valer a pena comprar devido as versões para Super Mario Advance.
A série Super Mario Advance, assim como Mario & Luigi: Superstar Saga, têm a mesma versão de Mario Bros. acessível (intitulada de Mario Bros. Classic). O modo foi inicialmente incluído no primeiro Super Mario Advance, e foi elogiado por sua simplicidade e valor de entretenimento. A IGN chamou este modo de divertido em sua avaliação de Super Mario World: Super Mario Advance 2, mas queixou-se de que teria sido bom se os desenvolvedores colocassem um jogo para substitui-lo. Na avaliação de Yoshi's Island: Super Mario Advance 3, a IGN critica mais do que na avaliação de Super Mario Advance 2, pois a Nintendo optou por não adicionar o modo multijogador a todos os minigames disponíveis no jogo original. A avaliação da GameSpot de Super Mario Advance 4: Super Mario Bros. 3 compreende a versão colocada no jogo de Mario Bros. como característica descartável que poderia ter sido simplesmente retirada. Outros avaliadores, contudo, não foram tão negativos quanto a tal característica nos jogos de Super Mario Bros. Advance. Apesar de seu uso ser criticado na maioria dos jogos de Super Mario Advance, uma avaliação da GameSpy considera a versão de Super Mario Advance 2 um ótimo minigame para se jogar no modo multijogador, porque só requer dois aparelhos Game Boy Advance, uma cópia do jogo, e um cabo para ligar os aparelhos entre si.